# Interactive voice response

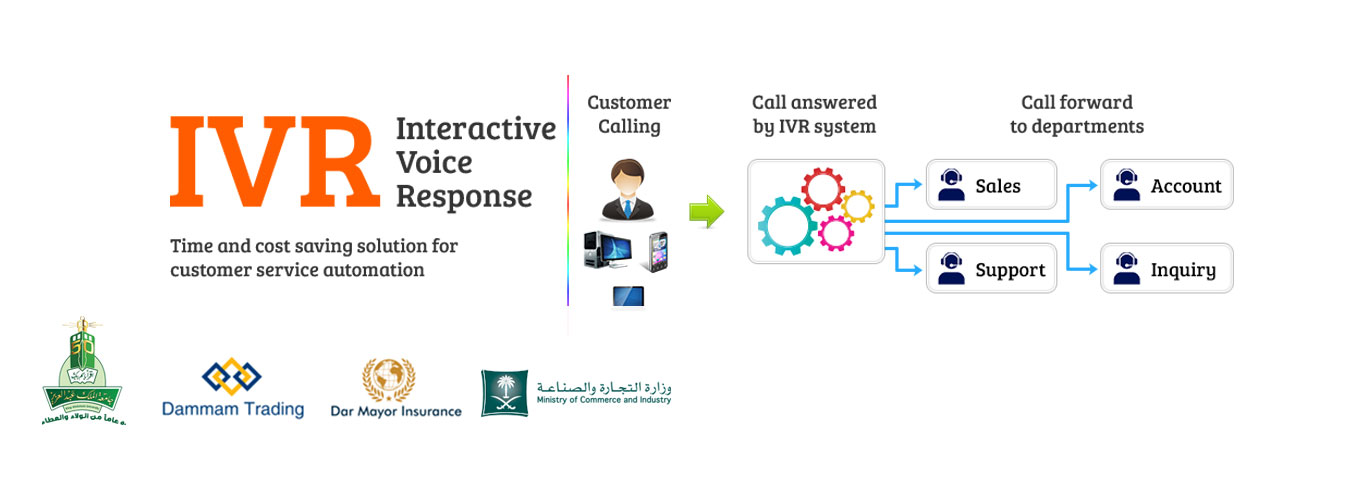
Reklamowa infografika na temat IVR.

IVR (ang. interactive voice response) – nazwa systemu w telekomunikacji, umożliwiającego interaktywną obsługę osoby dzwoniącej. IVR ma więc funkcjonalność automatycznego call center (lub jego części).
Osoba dzwoniąca po wysłuchaniu nagranych wcześniej komunikatów za pomocą aparatu z wybieraniem tonowym DTMF lub czasami za pomocą głosu (Rozpoznawanie mowy) wybiera poszczególne pozycje z menu. IVR umożliwia automatyczne wybranie:
- rodzaju żądanej informacji, czy usługi,
- wybór języka obsługi – przykładowo polski lub angielski,
- weryfikację tożsamości użytkownika za pomocą podania jego numeru, PIN-u, hasła lub rozpoznawania mówcy,
- dostęp do wybranych informacji z bazy danych.

## Historia
Badania w dziedzinie wykorzystania technologii głosowych poprzedziły nadejście komputerów cyfrowych. W 1939 roku na targach światowych pokazano urządzenie zwane „The Voder”, które było rezultatem badań Bell Labs. Kamieniem milowym było połączenie głosu oraz funkcji matematycznych przez Leonard E. Baum i Lloyd R. Welch poprzez ukryty model Markowa na początku lat 70.
Pierwszy projekt IVR-a powstał w 1961 gdy Bell System wprowadziło system wybierania tonowego. Pierwszy telefon z możliwością używania kodów DTMF pokazano na targach w Seattle w 1962 roku.
Gdy systemy contact center w późnych latach 90 zaczęły migrować w stronę bardziej multimedialnych rozwiązań, firmy inwestowały w systemy IVR-owe wraz z linkami CTI. Od tego czasu IVR stał się istotnym elementem telefonicznych central obsługi klientów (ang. call center). W połączeniu z uniwersalnymi rozwiązaniami do zarządzanie kolejką osób oczekujących na połączenie oraz odpowiedniego przekierowywania rozmów IVR, mógł umożliwiać uzyskanie wraz z nadchodzącym połączeniem informacji o klientach.

### Typowe zastosowania
Systemy IVR-owe stosuje się najczęściej do obsługi dużej ilości połączeń telefonicznych od klientów, dzięki temu można zredukować koszty oraz poprawić obsługę klienta. Typowymi przykładami zastosowania aplikacji IVR-owych jest bankowość telefoniczna, telemarketing, systemy obsługi kart. IVR często jest używany również do rozszerzenia czasu obsługi w firmach do trybu 24/7.
Zastosowanie systemów IVR-owych pozwala na ulepszenie obsługi klienta oraz zmniejszenie kosztów tej obsługi, ponieważ na zapytania klientów można odpowiedzieć bez potrzeby angażowania czasu pracy człowieka lub od razu tak przekierować połączenie, by trafiło do zespołu z odpowiednimi kompetencjami. Jeśli klient nie uzyska odpowiedzi na swoje pytanie lub będzie potrzebować bardziej szczegółowej odpowiedzi, połączenie z nim może zostać przekierowane do innego agenta. To powoduje, że agent ma więcej czasu na bardziej złożoną obsługę taką jak: up-selling, cross-selling.
Call center używają również systemu IVR do identyfikacji i segmentacji dzwoniących. Identyfikacja pozwala na dopasowanie obsługi dzwoniącego na podstawie jego profilu. Dzwoniący ma do dyspozycji wiele opcji, może zaczekać w kolejce (gdy wszystkie linie do doradców są zajęte), może wybrać serwisy automatycznej obsługi lub wyrazić prośbę o kontakt do niego w innym terminie (na numer telefonu z którego dodzwonił się na infolinię). Systemy IVR-owe mogą uzyskiwać dane z innych systemów oraz dołączyć te dane do połączenia w celach dokładnej identyfikacji lub autoryzacji dzwoniącego. Dodatkowe informacje mogą zawierać numery kont, informacje osobiste, hasła oraz informacje biometryczne.
Niektóre systemy IVR-owe umożliwiają uruchomienie odpowiedniej aplikacji w zależności od numeru, na który dzwoni klient. Pojedynczy system IVR-owy może obsłużyć tysiące aplikacji, z której każda ma swój własny numer i odpowiedni skrypt.
IVR pozwala również na ustalanie stopnia ważności poszczególnym połączeniom. W systemach gdzie klienci mają różne statusy, system IVR może nadać takiemu połączeniu osobny priorytet, a potem przerzucić takie połączenie na początek kolejki. Priorytetyzację można również stosować na podstawie wybranego numeru telefonu przez klienta.
Mniejsze przedsiębiorstwa i startupy mogą również używać systemów IVR, aby sprawiać wrażenie, że są większymi podmiotami. Dla przykładu, klient wybierając na IVR-ze opcje Sprzedaży lub Pomocy nie musi wiedzieć, że jest przekierowany do tego samego agenta.
Dodatkowo IVR może integrować się z bazami danych, gdzie może dołączyć szczegółowe wykazy z informacjami o połączeniu. Takie informację można wykorzystać do tworzenia raportów, przeprowadzania audytów lub do lepszego wykorzystania IVR-a.
Linki CTI pozwalają na zebranie automatycznie danych potrzebnych do obsługi klienta, a następnie wyświetlenie ich w postaci screen-pop-a na komputerze doradcy. To pozwala na szybszą i łatwiejszą obsługę klientów.
IVR może służyć również odpowiednim organizacjom do automatycznego zadawania pytań, na które odpowiedzi mogą być dla respondentów mało komfortowe w przypadku zadawania ich przez agentów bezpośrednio (na przykład pytania o to, czy zażywa narkotyki, lub o zachowania seksualne). W niektórych przypadkach systemy IVR mogą być wykorzystane również podczas stosowania ankiet. Po serii pytań bezpośrednich agent przekierowuje połączenie do systemu IVR, gdzie IVR zada odpowiednie pytania i zarejestruje odpowiedzi.

### Rozrywka i informacja
Niektóre duże platformy IVR-owe są wykorzystywane do tzw. teległosowań w programach telewizyjnych (Idol, Big Brother), które z zasady generują olbrzymią liczbę dzwoniących. Często w takich sytuacjach w sieciach PSTN musi zostać użyty Call gapping, aby uniknąć przeładowania sieci.

### Dostęp anonimowy
Systemy IVR-owe pozwalają na anonimowy dostęp do danych. Kliniki i szpitale używają systemów IVR-owych pozwalających dzwoniącym anonimowo otrzymać wyniki badań i testów. Taka informacja łatwo mogłaby zostać przekazana osobiście podczas wizyty klienta, jednak IVR pozwala zachować anonimowość i uniknąć zawstydzenia przy odbiorze wrażliwych danych. Każdemu użytkownikowi takiego systemu nadawany jest kod dzięki, którym otrzymuje dane przeznaczone dla niego poprzez telefon.

### Próby kliniczne
Systemy IVR-owe są również używane przez kompanie farmaceutyczne do przeprowadzenia badań klinicznych i zarządzania dużą ilością generowanych danych. Dzwoniący odpowiada na pytania w języku, który preferuje a odpowiedzi są przechowywane w bazie danych, w tym samym czasie następuje również autoryzacja dzwoniącego. Aplikacje IVR-owe zawierają połączenie z bazą pacjentów oraz z bazą leków. IVR może zostać również użyty do rejestrowania dzienników osobistych pacjentów.

### Połączenia wychodzące
Systemy IVR-owe mogą zostać użyte również do wykonywania połączeń wychodzących. IVR może używać Call Progress Detection aby skutecznie rozpoznawać stan linii na przykład:
- Answer (IVR może powiedzieć klientowi kim jest i poprosić o zaczekanie na połączenie z agentem)
- Fax tone (IVR może zostawić wiadomość w postaci obrazka TIFF na maszyny faxowe)
- automatyczne sekretarki (IVR może zostawić wiadomość w postaci odtworzonego komunikatu)
- brak odpowiedzi.

### Inne zastosowania
- zastosowania mobilne (Pay-As-You-Go, płatności mobilne)
- bankowe (operacje na rachunkach, przelewy, spłaty)
- rozrywka (płatności, rezerwacje)
- podróżowanie (rezerwacja biletów, informacje o lotach)

## Technologia
Kodowanie DTMF i systemy rozpoznawania mowy są używane do rozpoznawania odpowiedzi dzwoniącego na poszczególne zapowiedzi głosowe. Tony DTMF są wprowadzone poprzez klawiaturę telefonu.
Rozpoznawanie mowy w IVR jest oparte na jednym z dwóch rozwiązań: predefiniowanej gramatyce (w którym używa się konkretnych słów) lub na modelu statystycznym (w których używa się języka naturalnego). Zapowiedzi z rozwiązania gdzie stosuje się konkretne słowa najczęściej pozwalają na odpowiedzi w formie TAK/NIE (lub innych łatwych do rozpoznania). Rozwiązanie na bazie języka naturalnego pozwalana na uzyskanie odpowiedzi na pytania otwarte (na przykład w czym mogę pomóc). Takie pytania są bardziej konwersacyjne i pozwalają na interpretowanie wolnych form odpowiedzi (zdanie złożone z kilku słów mogą zawierać słowa klucze, po których nastąpi przetransferowanie połączenia do agenta obsługującego dany rodzaj interakcji).
Inne technologie mogą używać TTS (ang. Text To Speech). Całościowe lub dynamiczne tworzone komunikaty z takich mediów jak e-maile, wiadomości lub pogoda. TTS to syntezator mowy, który nie jest typowym syntezatorem zamieniającym znaki na dźwięk, ale prawdziwym głosem, który tworzy wypowiedź z pojedynczych fragmentów, łącząc je wygładza przed odtworzeniem jej dzwoniącemu.
Z systemu IVR możemy korzystać na różne sposoby:
- z zainstalowanego bezpośrednio u klienta
- z zainstalowanego w sieci PSTN
- można również korzystać z ASP lub hostingu

IVR może zostać użyty do stworzenia bardziej wyrafinowanej poczty głosowej. Na przykład takiej w której dzwoniący może wysłuchać, edytować lub kasować wiadomości.
Automatyczny Dystrybutor Połączeń (ACD) jest najczęściej pierwszym punktem styku w przypadku klienta dzwoniącego do dużej firmy. ACD często jest stosowany do odtworzenia zapowiedzi powitalnej lub przedstawienia firmy, jednak najczęściej nie jest stosowany do pobierania danych od dzwoniącego (NIK, PIN). IVR może pobierać dane dzwoniącego takie jak NIK i PIN, które później mogą zostać wykorzystane do priorytetyzacji i autoryzacji połączenia.
Tradycyjny IVR wykorzystuje do tworzenia aplikacji język programowania lub język skryptowy, podczas gdy nowoczesne IVR-y oferują tworzenie aplikacji w podobny sposób poprzez WWW używając VoiceXML, CCXML, SSML. Możliwość używania aplikacji pisanych za pomocą XML pozwala na wykorzystanie Serwer WWW jako Serwer aplikacji co powoduje oszczędność pracy dla osób zajmujących się rozwijaniem IVR w firmach.

### IP
Popularyzacja technologii IP w rozwiązaniach telekomunikacyjnych ma przełożenie w zastosowaniach systemu IVR.

### Video
Technologia SIP pozwalająca na połączenia point-to-point nie jest już ograniczona tylko do przesyłania głosu, może zostać rozszerzona do przesyłania innych multimedialnych usług, takich jak video. Producenci IVR-a rozszerzając swoją ofertę również na systemy IVVR (Interactive Voice and Video Response), szczególnie w zastosowaniach dla urządzeń mobilnych. Zastosowanie Video IVR pozwalana na implementacje multimodalnych interakcji z dzwoniącymi.
Technologie full dupleks w zastosowaniach video będą mogły czytać emocje i wyrazy twarzy. Dodatkowo zastosowanie takich technologii jak skanowanie tęczówki oka lub innych biometrycznych metod pozwoli na identyfikację dzwoniącego. Nagrania dzwoniącego mogą zostać przechowywane, aby monitorować inne transakcję w przyszłości i przeciwdziałać oszustwom.

### Hosting usług
Wprowadzenie serwisów WWW do systemów contact center pozwoliło na ułatwienie hostowania usług IVR-owych, pozwalając na zdalne zarządzanie usługami. Oznacza to, że dostęp do systemów IVR mogą mieć małe firmy z całego świata. Dodatkowo pozwalając na rozszerzenie usług firmom ASP.

## Krytyka
Systemy IVR-owe są krytykowane przez klientów dlatego, że nie są pomocne lub są trudne w obsłudze. Niektórzy dzwoniący wolą rozmawiać z żywym agentem, a nie z automatem.